# 輔基
輔基（英語：prosthetic group）是非氨基酸成分，是異源蛋白質（heteroprotein）或複合蛋白質的一部分，與脫輔基蛋白（apoprotein）緊密連接。
不要與透過非共價結合非蛋白質（非氨基酸）與脫輔基酶（全蛋白，holoprotein，或異源蛋白質）結合的共底物混淆。
這是蛋白質生物活性所需的複合蛋白質的一個組成部分。輔基可以是有機的（例如維生素、糖、RNA、磷酸鹽或脂質）或無機的（例如金屬離子、或金属配位化合物。而铜（Ⅱ）是铜蓝蛋白的辅基）。輔基與蛋白質緊密結合，甚至可以透過共價鍵連接。它們通常在酶催化中發揮重要作用。沒有輔基的蛋白質稱為脫輔基蛋白（apoprotein），而具有輔基的蛋白質稱為全蛋白。非共價結合的輔因子通常無法從全蛋白中去除，同時又不破壞蛋白質的天然狀態。因此，「輔基」是一個非常廣泛的術語，其主要強調的是它與脱辅蛋白质的緊密結合。它定義了一種結構性的屬性，與定義了一種功能性的屬性的「輔酶」一詞形成對比。
輔基是輔因子的子集。鬆散結合的金屬離子和輔酶仍是輔因子，但通常不稱為輔基。在酶中，輔基參與催化機制並且是活性所必需的。其他輔基具有結構特性。糖蛋白和脂蛋白中的糖和脂質部分或核醣體中的RNA就是這種情況。它們可能非常大，例如代表蛋白聚糖中蛋白質的主要部分。
血红蛋白中的血基質基團是一個輔基。有機輔基的其他實例是維生素衍生物：硫胺素焦磷酸、磷酸吡哆醛和生物素。由於輔基通常是維生素或由維生素製成，這就是人類飲食中需要維生素的原因之一。無機輔基通常是過渡金屬離子，例如鐵（在血基質基團中，例如在细胞色素c氧化酶和血紅蛋白中）、鋅（例如在碳酸酐酶中）、銅（例如在呼吸鏈的複合物IV中）和鉬（例如在硝酸盐还原酶中）。

## 輔基列表
下表列出了一些最常見的輔基。
| 輔基                      | 功能                                    | 分佈                   |
| ------------------------- | --------------------------------------- | ---------------------- |
| 黄素单核苷酸（FMN）       | 氧化还原反应                            | 細菌、古菌和真核生物。 |
| 黄素腺嘌呤二核苷酸（FAD） | 氧化还原反应                            | 細菌、古菌和真核生物。 |
| 吡咯并喹啉醌（PQQ）       | 氧化还原反应                            | 細菌。                 |
| 磷酸吡哆醛（PLP）         | 转氨基作用, 脱羧反应和脫氨作用          | 細菌、古菌和真核生物。 |
| 生物素（Biotin）          | 羧化作用                                | 細菌、古菌和真核生物。 |
| 甲钴胺                    | 甲基化和异构化反应                      | 細菌、古菌和真核生物。 |
| 硫胺素焦磷酸（TPP）       | Transfer of 2-carbon groups, α cleavage | 細菌、古菌和真核生物。 |
| 血基質（Heme）            | 氧結合和氧化还原反应                    | 細菌、古菌和真核生物。 |
| Molybdopterin             | 氧合反应                                | 細菌、古菌和真核生物。 |
| 硫辛酸                    | 氧化还原反应                            | 細菌、古菌和真核生物。 |
| Cofactor F430             | 產甲烷作用                              | 古菌                   |

## 外部鏈接
- （英文）Cofactors PowerPoint lecture 的存檔，存档日期2016-10-05.